# Bjerkandera fumosa
Bjerkandera fumosa es una especie de hongo de la familia Meruliaceae.

## Clasificación y descripción de la especie
Basidioma anual, pileado-sésil, imbricado, dimidiado a ampliamente adherido, correoso cuando seco, de 19-28 x 10-15 x 4-6 mm. Píleo semicircular, anchamente adherido, azonado y aterciopelado, de color naranja pálido a gris naranja pálido, con tonos café grisáceo a gris hacia el borde. Margen recurvado, entero, ondulado cuando seco. Himenóforo con poros angulares de 3-5 por mm, color café grisáceo en diferentes tonos. Tubos concoloros al himenóforo hasta de 1 mm de longitud. Contexto, concoloro con el píleo, de 1 a 3 mm de grosor, con una línea de color café oscuro en la base de los tubos. Sistema hifal monomítico, hifas del contexto de 3.2-4.0 μm de diámetro, hialinas, inamiloides, de pared delgada, con fíbulas y ramificaciones frecuentes, formando una trama entrelazada, hifas de la línea obscura de color café. Hifas de la trama himenoforal de 2.4-4 μm de diámetro, hialinas, inamiloides, de paredes delgadas, fíbulas abundantes y frecuentemente ramificadas, presentan una disposición subparalela a entrelazada. Basidios de 13-16 x 4.8-5.6 μm, clavados, hialinos e inamiloides. Basidiosporas de 4.8-5.6 (-6.4) x 2.4-3.2 μm, de pared delgada, oblongas a oblongo-elipsoides, lisas, hialinas e inamiloides.

## Distribución de la especie
Se ha colectado en México en los estados de Hidalgo, México, Oaxaca y Veracruz.

## Ambiente terrestre
Crece sobre madera muerta de Abies, pinos Pinus y encinos Quercus. Causa pudrición blanca.

## Estado de conservación
Se conoce muy poco de la biología y hábitos de los hongos, por eso la mayoría de ellos no se han evaluado para conocer su estatus de riesgo (Norma Oficial Mexicana 059).